# Pilosocereus flexibilispinus
Pilosocereus flexibilispinus är en kaktusväxtart som beskrevs av P.J. Braun och Esteves. Pilosocereus flexibilispinus ingår i släktet Pilosocereus och familjen kaktusväxter. Inga underarter finns listade i Catalogue of Life.